# Баркэу

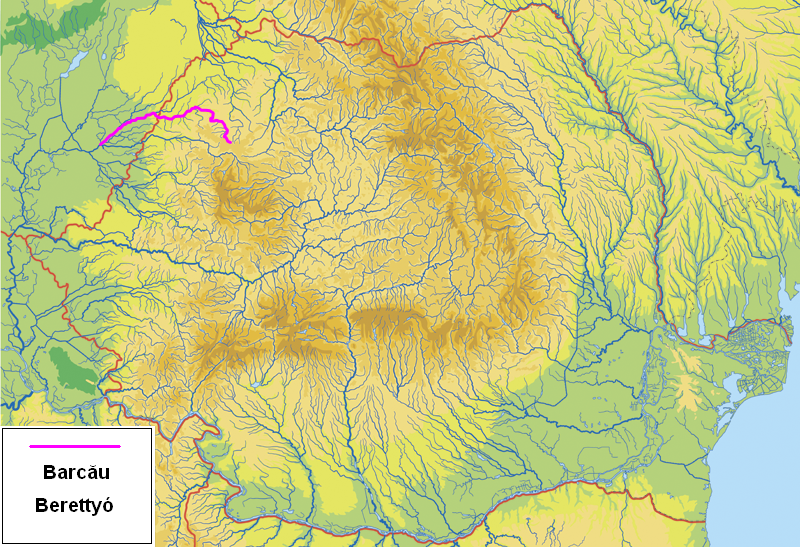
Река изображена фиолетовым цветом.

Баркэ́у (рум. Barcău) или Бе́реттьо (Беретьё; венг. Berettyó) — река в Румынии и Венгрии, берущая начало в жудеце Сэлаж на северо-западе Румынии. Впадает в Кришул-Репеде около Сегхалома на востоке Венгрии.
Имеет длину 208,5 км и площадь бассейна 5812 км².
Наиболее длинный приток — Ер.